# San Felipe (Texas)
San Felipe, auch bekannt als San Felipe de Austin, ist eine Stadt im Austin County, Texas, USA. Die Stadt war das soziale, wirtschaftliche und politische Zentrum der frühen Stephen F. Austin-Kolonie. Die Einwohnerzahl betrug bei der Volkszählung 2020 691.

## Geschichte
1823 betrieb John McFarland in der Nähe dieses Ortes eine Fähre auf dem Brazos River. Im Herbst desselben Jahres wählte Stephen F. Austin mit Unterstützung von Felipe Enrique Neri, Baron de Bastrop, den Ort als Hauptstandort für die amerikanische Kolonisierung in Texas aus. Die 1824 als San Felipe de Austin gegründete Stadt diente als Hauptstadt von Stephen F. Austins erster Kolonie und als Gründungsort der Texas Rangers.
Bis 1828 wurde San Felipe vermessen, und die Calle Commercio wurde als Hauptgeschäftsstraße ausgewiesen. Austin und sein Sekretär Samuel May Williams wohnten beide in Blockhütten am Platz. Es gab etwa 30 Gebäude, von denen mindestens eines ein Fachwerkbau war. Ebenfalls am Platz befand sich die Taverne von Jonathan Peyton. Ab 1830 betrieb James (Jack) Cummins in der Nähe ein Sägewerk und eine Getreidemühle, und etwa zur gleichen Zeit begannen die Siedler in der Gegend Vieh zu züchten. Bis 1835 war die Einwohnerzahl der Stadt auf etwa 600 angewachsen. Hier befand sich das erste Postamt und eine der ersten Zeitungen und Grundbuchämter in Texas. San Felipe war nach San Antonio das zweitgrößte Handelszentrum von Texas. Die texanischen Kongresse von 1832 und 1833 sowie die Konsultation (Texas) vom 3. November 1835 fanden hier statt. San Felipe fungierte bis zum Konvent von 1836 als Hauptstadt der provisorischen Regierung von Texas. Die Stadt wurde 1836 niedergebrannt, um sie vor der Eroberung durch die mexikanische Armee zu bewahren. Einige Jahre später wurde sie wiederaufgebaut, erlangte aber nie wieder ihre Popularität zurück. Hier befindet sich das älteste Postamt von Texas. Die Einwohner weihten das ursprüngliche Stadtgelände 1928 als Gedenkstätte ein. 1940 schenkte die Stadt San Felipe den größten Teil des ursprünglichen Stadtgeländes dem Staat. Das ursprüngliche Stadtgelände beherbergt heute die San Felipe de Austin State Historic Site.

## Geographie
San Felipe liegt im Osten des Austin County am Westufer des Brazos River. Die Stadtgrenze erstreckt sich südlich unterhalb der Interstate 10 in Texas und ist über die Ausfahrt 723 erreichbar. Sealy liegt im Westen und die Innenstadt von Houston im Osten. Der Stephen F. Austin State Park befindet sich im nördlichen Teil der Stadt.

## Klima
Das Klima in dieser Gegend ist geprägt von heißen, feuchten Sommern und im Allgemeinen milden bis kühlen Wintern. Nach dem Klimaklassifizierungssystem von Köppen herrscht in San Felipe ein feuchtes subtropisches Klima, auf Klimakarten „Cfa“.

## Demografie
Die Einwohnerzahl betrug bei der Volkszählung 2010 747. Nach der Volkszählung von 2000 lebten in der Stadt 868 Personen, 312 Haushalte und 234 Familien. Die Bevölkerungsdichte betrug 103,7 PD/km². Die 347 Wohneinheiten hatten eine durchschnittliche Größe von 16,0 PD/km². Die ethnische Zusammensetzung der Stadt betrug 60,83 % Weiße, 34,56 % Afroamerikaner, 0,35 % amerikanische Ureinwohner, 3,00 % andere Ethnien und 1,27 % zwei oder mehr Ethnien. Hispanics oder Latinos jeglicher Ethnie machten 9,45 % der Bevölkerung aus. Von den 312 Haushalten lebten in 29,8 % Kinder unter 18 Jahren, 57,7 % waren verheiratete Paare, 13,5 % hatten einen weiblichen Haushaltsvorstand ohne Ehemann und 24,7 % waren keine Familien. Etwa 23,1 % aller Haushalte bestanden aus Einzelpersonen, und in 8,3 % lebte eine alleinstehende Person ab 65 Jahren. Die durchschnittliche Haushaltsgröße betrug 2,78 Personen, die durchschnittliche Familiengröße 3,26. In der Stadt verteilte sich die Bevölkerung wie folgt: 27,8 % unter 18 Jahren, 8,1 % zwischen 18 und 24 Jahren, 22,9 % zwischen 25 und 44 Jahren, 27,0 % zwischen 45 und 64 Jahren und 14,3 % waren 65 Jahre oder älter. Das Durchschnittsalter betrug 39 Jahre. Auf 100 Frauen kamen 102,3 Männer. Auf 100 Frauen ab 18 Jahren kamen 92,3 Männer. Das mittlere Haushaltseinkommen betrug 38.203 US-Dollar, das mittlere Familieneinkommen 43.558 US-Dollar. Männer hatten ein mittleres Einkommen von 31.667 US-Dollar gegenüber 22.500 US-Dollar für Frauen. Das Pro-Kopf-Einkommen betrug 17.169 US-Dollar. Etwa 9,1 % der Familien und 9,1 % der Bevölkerung lebten unterhalb der Armutsgrenze, darunter 3,1 % der unter 18-Jährigen und 16,0 % der über 65-Jährigen.

## Stephen F. Austin State Park
Der 664 Hektar große Park besteht aus einem historischen Teil und einem Freizeitpark. Der historische Abschnitt liegt in der Nähe einer alten Fährüberfahrt über den Fluss Brazos. In diesem Bereich befindet sich eine Nachbildung von Austins Hütte, in der er die Geschäfte der ersten Kolonisten abwickelte. Viele Denkmäler und historische Wahrzeichen werden von einer prächtigen Statue von Stephen F. Austin, dem „Vater von Texas“, dominiert. Der 1847 erbaute Josey Store wurde restauriert und ist heute ein Museum, in dem Waren aus der Pionierzeit ausgestellt sind. Der Erholungsteil des Parks bietet Picknick-, Camping- und Wohnwagenstellplätze. Außerdem verfügt der Park über eine Gruppenfreizeithalle mit Kücheneinrichtungen, Unterständen, einem Golfplatz und einem Speisesaal. Es liegt dort auch ein Naturlehrpfad.

## Bildung
San Felipe wird vom Sealy Independent School District betreut.